# Junction City (Ohio)

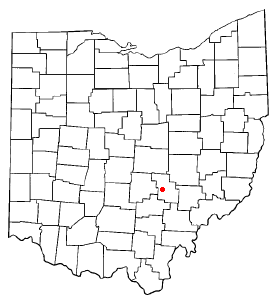
Junction City na planie stanu Ohio

Junction City – wieś w USA, w stanie Ohio, w hrabstwie Perry.
Według danych z 2000 roku wieś miała 818 mieszkańców.